# موسيقى كلاسيكية
الموسيقى الكلاسيكية عمليا يمكن أن نميز معنيين لمصطلح الكلاسيكية (كلمة لاتينية تعني النموذجي، والنمط الذي يحتذى به).
- هي الموسيقى النموذجية لأي ثقافة ولأي شعب، فمن خلال الزمن والقناعة العامة تصنف الشعوب أعمالها الفنية على أنها كلاسيكية عندما يكون جمالها وروعتها يصلح لكل الأزمنة.

بالتالي الموسيقى الكلاسيكية الأوربية (التي على سبيل المثال يمكن أن تصف مؤلفات موتسارت 1756-1791 ويوهان باخ 1685-1750 وشوستاكوفيتش 1906-1975..إلخ) مختلفة عن الموسيقى الكلاسيكية العربية (التي على سبيل المثال يمكن أن توصف أغنية الأطلال لأم كلثوم).
- هي نمط من الموسيقى أو أسلوب التأليف الموسيقي انتشر في أوروبا ما بين القرنين 17و 19.

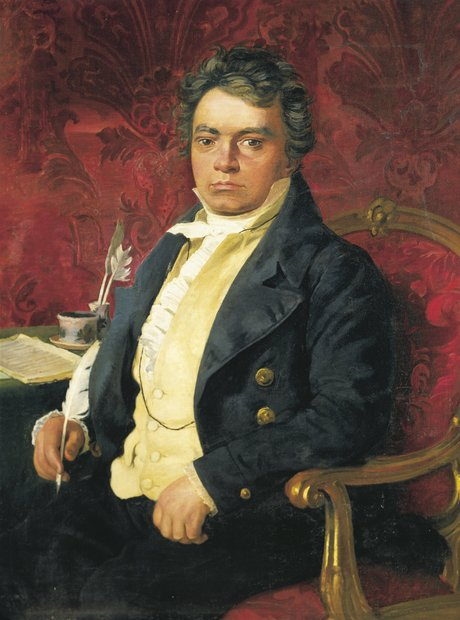
بيتهوفن أحد أشهر مؤلفي الموسيقى الكلاسيكية

مصطلح الكلاسيكية في الموسيقى الأوربية جاءت من فن الرسم الكلاسيكي الذي كان سائدا في تلك الفترة. لنفهم هذه الكلمة بشكل أوضح يجب أن نفهم ما تعنيه كلمة الرومانسية التي تعارض وتقابل الكلاسيكية. حيث إن المصطلحَين هما من اليونان القديمة وكانا يدلان على تناوب نوعان من أساليب الفن كما وصلنا من كتابات الفلاسفة والمؤلفين اليونان. حيث أن الكلاسيكية كانت مرتبطة بعبادة الإله أبولو إله الشمس والحقيقة، بينما الرومنسية جاءت من عبدة الإله ديونيسوس، التي جاءت تاريخيا في فترة لاحقة. المقصود من هذا أن اليونانين قالوا بتناوب أساليب الموسيقى والفن ما بين العقلاني والعاطفي. من الواضح أن الكلاسيكية تجسد الفن العقلاني وكانت آلتها المميزة هي ما يشبه القيثارة بينما الرومنسية هي موسيقا وفن العاطفة وآلتها المميزة هي المزمار. بالتالي على مر الزمن كان هناك كثير من الفترات الكلاسيكية تناوبت مع الرومنسية ولكن بسبب الجدل الذي انتشر في فرنسا وبسبب مقالات الكاتبة السويسرية الفرنسية Mme de Staël التي كانت تعرف التغير الذي صار في الموسيقى الرومانسية في الأعوام 1813 وما بعدها صارا هذين المصطلحين يدلان على موسيقا تلك الفترة من تاريخ أوروبا. لتصبح الموسيقى الكلاسيكية تعني الموسيقى التي سادت ما بين القرن 17 وبداية 19، ونشأت بتأثير الفلسفة العقلانية الديكارتية وغيرها، وكذلك من استطيقيا عصر النهضة، التي رأت في الفن الإغريقي القديم ذروة من ذرى البشرية التي يجب أن نسموا باتجاهها. جوهر الفكر الكلاسيكي يكمن في القناعة العميقة في أن الحياة منطقية ومنسجمة مع الطبيعة، والتأكيد على (النظام) الأوحد الذي يدير العالم. من هنا يمكننا أن نفهم المتطلبات التي أرادها الفانون من الفن نفسه، على أنه أحد أكبر نتاج للذكاء البشري، الذي في جوهره _الذكاء طبعا _ يوجد أساس الهارمني الداخلي والنظام والعمومية في التعبير. من الناحية المنهجية تقسم الفترة الكلاسيكية إلى قسمين، القرن 17 تأسيسها وتعارضها مع الباروك، ومرحلة الازدهار في القرن 18 وعلاقتها مع الثورة الفرنسية وتأثيرها على باقي أوروبا. الكلاسيكية نشأت في فرنسا التي كانت تخضع لحكم ملكي مطلق، هي التي أعطت الكلاسيكية قواعدها وقوانينها، بداية في الأدب والمسرح (لافونتين، بوالو، كورني، راسين) ومن ثم في الموسيقى. المؤسس لكلاسيكية في المسرح الموسيقي (الأوبرا) كان لوللي، الذي أحدث النمط المسمى (التراجيديا الغنائية) (Lyric Tragidy) القريبة من التراجيديا الفرنسية المسرحية. من مميزات أوبرات لوللي المواضيع الأسطورية، البطولة العالية، الأسلوب الرفيع في بناء الأوبرا، الوضوح المنطقي، الالتزام بقواعد صارمة، التوجه للريتشيتاتيف الدرامي المرن، والتطور الموسيقي. رغم أننا نجد اثار الباروك واضحة لدى أوبراته من خلال الزخرفة الكبيرة. الكلاسيكية في القرن 18 مرتبطة بالتيار التنويري الذي انطلق من فرنسا وموسوعيتها (روسو، ديدرو...) وفلاسفة من أمثال (ليسينغ، هيردر). من أهم ما يميز الفكر الكلاسيكي صار تقليد الطبيعة، العفوية والفطرة والبساطة صارت أكثر طلبا وإلحاحا. الكلاسيكية صارت أكثر قربا إلى الواقعية. في فرنسا الصراع كان على الأوبرا، ولكن فقط (غلوك) الألماني استطاع أن يجدد الأوبرا ويعلن (إصلاح الأوبرا سيريا -الأوبرا الجديّة-) مصدرا مؤلفات تتميز بالبساطة والوضوح والرقي الموسيقي. في ذلك الوقت استمرت الكلاسيكية بالتطور بين أساليب أخرى محيطة بها، كالباروك والغالانت، كل هذا حضر إلى ذروة جديدة في التطور الموسيقي، مدرسة فينا (أعمال هايدن وموتسارت وبيتهوفن) التي امتصت كل التأثيرات الفنية التي كانت تسود أوروبا، وتقاطعت مع مدرسة فايمار الكلاسيكية الأدبية مجسدة بكل من غوته وشيللر. لمدرسة فينا تدين كثير من الأنماط الموسيقية بالظهور والتطور كالسيمفوني والسوناتا والرباعي. نظرة الكلاسيكية للعالم تتسم بالعقلانية والعدالة، والتفاؤل بالمستقبل، كل هذا نراه في أعمال موتسارت وهايدن حيث الهارمني الواضح يعكس نظرتهم للحياة (واضحة، عمومية، خالية من الشخصية وردود الفعل). علاقة التيما بالقالب كانت متوحدة. فاللحن أبدا لم يكن مستقلا أو حياديا، على العكس كان يتميز بالنفور والوضوح الشكلي، ولذلك يؤثر فورا في المستمع ويحفظ بسرعة. مع ذلك فالألحان كانت دائما عمومية، تصف وتعبر عن الأحداث والمواقف العامة لكل إنسان، ولا تتوقف عند خصوصياته أو حالاته النادرة، على العكس هي تحاكي المشاعر المشتركة لجميع أفراد الناس. ولهذا السبب نجد أن موسيقا كلاسيكي فينا تتمتع بشعبية عالمية كبيرة.

## لمحة عامة
تختلف الموسيقى الكلاسيكية الأوروبية بشكل كبير عن العديد من أنواع الموسيقى الكلاسيكية وبعض أشكال الموسيقى الشائعة غير الأوروبية بسبب أنظمتها في التدوين الموسيقي المستخدمة منذ حوالي القرن الحادي عشر. طور رهبان كاثوليك أول أشكال التدوين الموسيقي الحديثة الأوروبية بهدف توحيد القداس في الكنائس في جميع أرجاء العالم. يستخدم المؤلفون التدوين الموسيقي الغربي لتعريف المؤدي بحدة وأزمنة القطعة الموسيقية. على عكس معظم الأنماط المعروفة التي تبنت شكل الأغنية (الأنشودة) أو أحد الأشكال المنحدرة من هذا الشكل، عُرفت الموسيقى الكلاسيكية بتطوير أشكال متطورة جدًا من الموسيقى الآلية مثل السيمفونيات، والكونشرتو، والفوغا، والسوناتا، والأصوات الغنائية الممزوجة، والأنماط المرتبطة بالآلات الموسيقية مثل الأوبرا، والكنتاتا، والقداس.
لم يظهر مصطلح «الموسيقى الكلاسيكية» حتى بدايات القرن التاسع عشر، في محاولة لإبراز تميز الفترة التي ضمت كل من يوهان سباستيان باخ ولودفيج فان بيتهوفن بوضوح على أنها العصر الذهبي. المرة الأولى التي أُشير فيها إلى «الموسيقى الكلاسيكية» في قاموس أكسفورد الإنجليزي هي حوالي عام 1829.

## المميزات
نظرًا إلى التنوع الكبير في أنماط الموسيقى الكلاسيكية الأوروبية، بدءًا من الموسيقى التي تجمع عددًا من الأصوات التي كان يغنيها الرهبان، وصولًا إلى السيمفونيات الكلاسيكية والرومانسية للأوركسترا منذ القرن الثامن عشر والقرن التاسع عشر، وحتى المؤلفات الموسيقية اللامقامية العظيمة في القرن العشرين، من الصعب وضع قائمة بالمميزات التي من الممكن أن تنطبق على كل الأعمال المنتمية إلى هذا النمط الموسيقي. وعلى الرغم من ذلك، يُعتبر التطبيق الثابت لنظام تدوين قياسي محدد وموحد (تطور ليأخذ شكل التدوين الخطي الحديث بعد عام 1600) ميزة عالمية للموسيقى الكلاسيكية المكتوبة منذ أواخر القرن الرابع عشر موجودة في جميع المؤلفات الموسيقية وأدائها الدقيق. يُعتبر تأليف وتطوير القطع الموسيقية الفردية المعقدة ميزة أخرى (على سبيل المثال، الفوغا). أُنتجت السيمفونيات الأولى أثناء الفترة الكلاسيكية التي بدأت في منتصف القرن التاسع عشر، أصبحت الأوركسترا والمؤلَّفات من الميزات البارزة لموسيقى الفترة الكلاسيكية.

## الصعوبة
غالبًا ما تُظهر المؤلفات الكلاسيكية صعوبة في استخدام التوزيع الآلي (الأوركسترالي)، والطباق، والانسجام، والتطوير الموسيقي، والإيقاع، والصياغة، والبنية، والشكل. بينما تُكتب معظم الأنماط المشهورة على شكل أغانٍ، تتميز الموسيقى الكلاسيكية بتطوير أنماط موسيقية آلية متطورة للغاية، مثل الكونشرتو، والسيمفونيات، والسوناتات. تُعرف الموسيقى الكلاسيكية أيضًا باستخدام أشكال آلات موسيقية/غنائية متطورة، مثل الأوبرا. في الأوبرا، يغني مغنون منفردون أو جوقات أعمالًا درامية على المسرح وبرفقتهم فرقة موسيقية.
عادًة ما تقسم الأعمال الموسيقية الآلية الأطول إلى قطع مكتفية ذاتيًا تُدعى الحركات، ويصحبها عادة رموز أو مقامات متباينة. على سبيل المثال، تُقسم السيمفونيات المكتوبة أثناء الفترة الكلاسيكية عادة إلى أربع حركات:
1. مقطوعات افتتاحية سريعة جدًا على شكل سوناتا.
2. حركة بطيئة.
3. منويت أو سكيرتزو (قطعة موسيقية مرحة) (في ميزان موسيقي ثلاثي مثل 34)
4. مقطوعة موسيقية نهائية سريعة جدًا.

يمكن تقسيم هذه الحركات إلى تسلسل هرمي لوحدات أصغر حجمًا: أولًا فقرات، ومن ثم أزمان دورية، وأخيرًا جمل موسيقية.
الأداء
يُقال أن المؤدين ممن درسوا الموسيقى الكلاسيكية بشكل مكثف «دُربوا بشكل كلاسيكي». من الممكن أنهم حصلوا على هذا التدريب من أساتذة غناء أو آلات في دروس خاصة أو عن طريق إكمال برنامج رسمي يقدمه معهد أو كلية أو جامعة، على سبيل المثال، شهادة جامعية أو درجة ماجستير في الموسيقى (يتضمن كلاهما دروسًا فردية مع أساتذة). في الموسيقى الكلاسيكية، يُعتبر «التعلم والتدريب الموسيقي الرسمي المكثف، وصولًا إلى الدراسات العليا (درجة الماجستير)» مطلوبًا.

## نظرة تاريخية

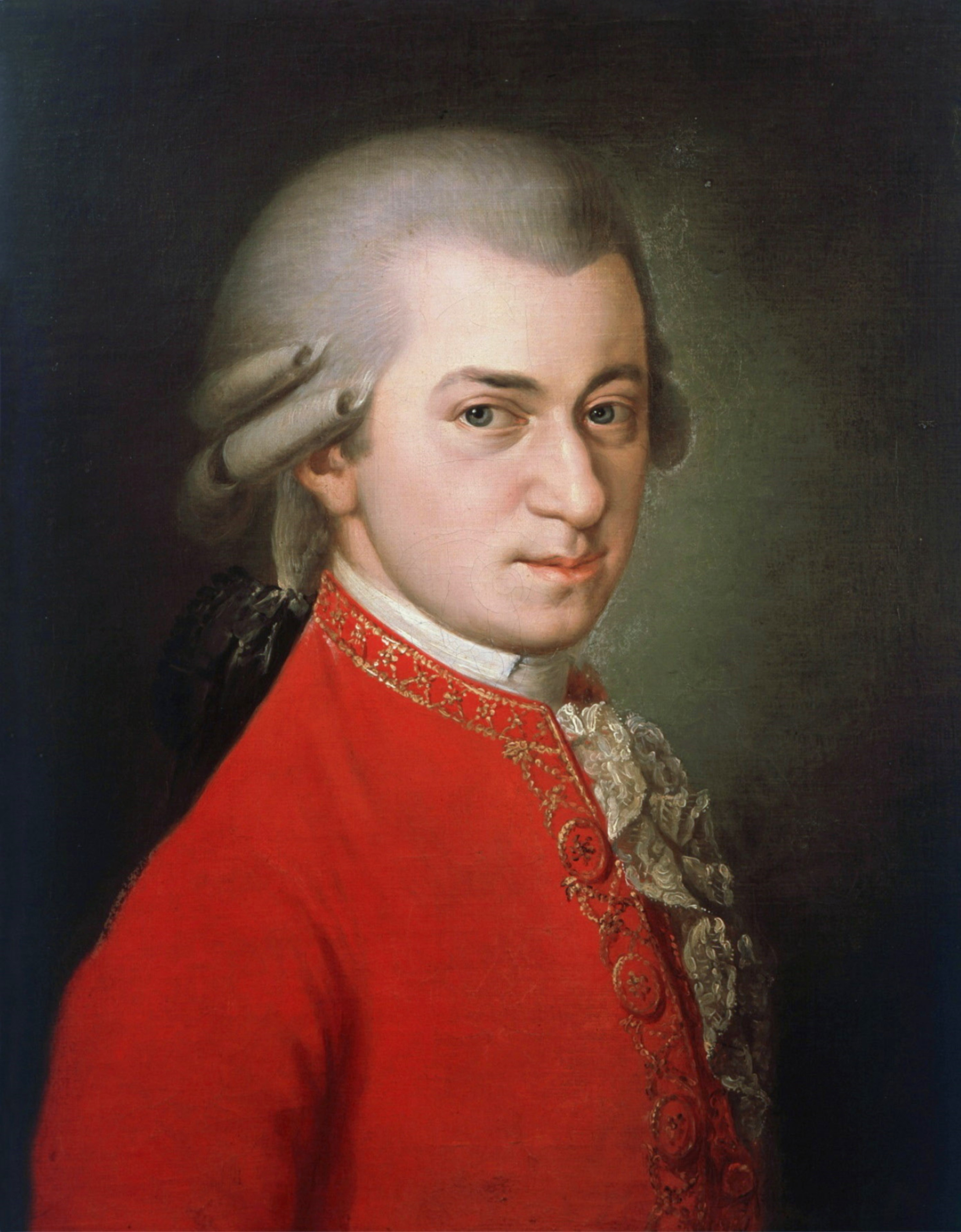
رسم بعد وفاة لفولفغانغ أماديوس موتسارت، من قبل الرسامة باربرا كرافت

تشمل التقسيمات الزمنية الرئيسية للموسيقى الكلاسيكية حتى عام 1900 فترة الموسيقى المبكرة، التي تشمل موسيقى العصور الوسطى (بين عامي 500 و1400) وموسيقى عصر النهضة (بين عامي 1400 و1600)، وفترة الممارسة الشائعة، التي تشمل موسيقى الباروك (بين عامي 1600 و1750)، والموسيقى الكلاسيكية (بين عامي 1750 و1820)، والموسيقى الرومانسية (بين عامي 1810 و1910). تشمل الفترة الحالية موسيقى القرن العشرين والقرن الحادي والعشرين حتى الآن وتشمل عصر الموسيقى الحداثية بالإضافة إلى الموسيقى المعاصرة وموسيقى ما بعد الحداثة.
هذه التواريخ عامة، نظرًا لأن الفترات الزمنية متداخلة كما أن الفئات تعسفية إلى حد ما، لدرجة أن بعض الهيئات تعكس المصطلحات وتشير إلى «عصر» الممارسة الشائعة الذي يشمل «فترات» الموسيقى الباروكية والكلاسيكية والرومانسية. على سبيل المثال، استمر هايدن، الذي يُعتبر مؤلفًا كلاسيكيًا، في استخدام أسلوبيّ الطباق والفوغا، اللذان يُعتبران من سمات عصر الباروك. بالإضافة إلى ذلك، استخدم بيتهوفن، الذي غالبًا ما يوصف بأنه مؤسس العصر الرومانسي، وبرامز، الذي يُعتبر مؤلفًا رومانسيًا، أسلوبيّ الطباق والفوغا، لكن الصفات الرومانسية وأحيانًا التلهف الموسيقي الخاصة بهما هي صفات مميزة للعصر الرومانسي.

### عصر النهضة
استمر عصر النهضة بين عامي 1400 و1600. تميز بزيادة استخدام الآلات الموسيقية، والخطوط اللحنية المتعددة المتشابكة واستخدام أدوات البيس لأول مرة. أصبح الرقص الاجتماعي أكثر انتشارًا، لذلك بدأت الأشكال الموسيقية المناسبة للرقص بالانتشار. في هذه الفترة بدأت رموز المدرج الموسيقي وغيرها من عناصر التدوين الموسيقي بالظهور. أتاح هذا الاختراع فصل تأليف المقطوعات الموسيقية عن عملية تناقلها، فبدون الموسيقى المكتوبة، كان نقل الموسيقى يجري شفهيًا وبالتالي كانت الموسيقى عرضة للتغيير في كل مرة يتم تناقلها. باستخدام الموسيقى المكتوبة، يمكن عزف أي عمل موسيقي بدون حضور المؤلف. كان لاختراع آلة الطباعة في القرن الخامس عشر دور مهم في الحفاظ على الموسيقى ونقلها.
من المؤلفين البارزين في عصر النهضة: جوسكين دي بريز وجيوفاني بييرلويجي دا باليسترينا وجون دانستابل ويوهانس أوكيجيم وأورلاند دي لاسوس وغيوم دو فاي وجيل بينشوا وتوماس تاليس وويليام بيرد وجيوفاني غابريلي وكارلو جيسوالدو وجون دولاند وجاكوب ويلاريشت وأدريان وجاك أركاديلت وسيبريانو دي رور.

### عصر الممارسة الشائعة
عادةً ما تُعرّف فترة الممارسة الشائعة على أنها الفترة بين تشكيل وحلّ نغمية الممارسة الشائعة. يشمل هذا العصر عادةً قرنين ونصف تقريبًا، ويشمل عصر الباروك والعصر الكلاسيكي والعصر الرومانسي.

### عصر الباروك
تتميز موسيقى الباروك باستخدام طباق نغمي معقد واستخدام خط باسو المستمر. أصبحت الموسيقى أكثر تعقيدًا مقارنة بالأغاني البسيطة لجميع الفترات السابقة. بدأ قالب السوناتا بالظهور على شكل الكانزونا، كما هو الحال بالنسبة لأسلوب الموضوع والتغييرات. خلال عصر الباروك، بزغت نغمية مفتاحي الماينور والماجور كوسيلة لإدارة التنافر واللونية في الموسيقى.
خلال عصر الباروك، أصبحت موسيقى لوحة المفاتيح التي تُعزف على هاربسكورد وأرغن الأنابيب شائعةً بشكل متزايد، واتخذت عائلة الكمان والآلات الوترية الشكل الذي نراه اليوم. بدأت الأوبرا كنوع من الدراما الموسيقية المسرحية بتميز نفسها عن الأشكال الموسيقية والدرامية السابقة، وأصبحت الأشكال الصوتية مثل الكانتاتا والأوراتوريو أكثر شيوعًا. بدأ المغنون لأول مرة بإضافة ملاحظات إلى الموسيقى.
تشمل آلات عصر الباروك الموسيقية بعض الآلات الموسيقية من الفترات السابقة (مثلًا الهيردي جردي والريكوردر) وعدد من الآلات الجديدة (مثلا الأوبو والباسون التشيلو والكونترابس والفورتيبانو). قلّ استعمال بعض الآلات من العصور السابقة، مثل الشوم والستيرن والراكيت والبوق الخشبي. تشمل الآلات الوترية الرئيسية في عصر الباروك الكمان وكمان الساق والفيولا والتشيلو والكونتراباس والعود والثوربو (الذي غالبًا ما حلّ محل الباسو المستمر) والمندولين وقيثارة الباروك والهارب والهيردي جردي. تشمل آلات النفخ الخشبية فلوت الباروك وأوبو الباروك والريكوردر والباسون. تشمل آلات النحاسية الكورنيت والبوق الطبيعي والترامبيت الطبيعي والسيربينت والترومبون (المترددة). تشمل أدوات المفاتيح الكلافيكورد والتانجيت بيانو والهاربسيكورد وأرغن الأنابيب ولاحقًا الفورتيبيانو (نسخة مبكرة من البيانو). تشمل آلات الإيقاعية الدفية والطبل الجانبي والدف الصغير والكاستانيت.
من المؤلفين البارزين في عصر الباروك: يوهان سيباستيان باخ وأنطونيو فيفالدي وجورج فريدريك هاندل وهنري بورسيل وكلوديو مونتيفيردي وباربرا ستروزي ودومينيكو سكارلاتي وجورج فيليب تيلمان وأركانجيلو كوريلي وأليساندرو سكارلاتي وجان فيليب رامو وجان بابتيست لولي وهاينريش شوتز.

### العصر الكلاسيكي
على الرغم من أن مصطلح «الموسيقى الكلاسيكية» يشمل جميع موسيقى الفن الغربي من حقبة العصور الوسطى حتى العقد الأول من القرن الحادي والعشرين، إلا أن العصر الكلاسيكي كان يشمل الموسيقى الغربية من خمسينات القرن التاسع عشر إلى أوائل عشرينات القرن التاسع عشر – إنه عصر فولفغانغ أماديوس موزارت وجوزيف هايدن ولودفيج فان بيتهوفن.
أسس العصر الكلاسيكي العديد من معايير التأليف الموسيقي والعرض والأسلوب وخلاله أصبح البيانو أداة المفاتيح الأكثر شهرة. أصبحت الأدوات الأساسية للأوركسترا قياسية (على الرغم من أنها زادت مع تطور مجموعة واسعة من الآلات الموسيقية في القرون التالية). تطورت موسيقى الحجرة لتشمل فرقًا ما بين 8 و10 موسيقيين لأداء السيرينادات. استمرت الأوبرا بالتطور، مع ظهور أساليب وطنية في إيطاليا وفرنسا والأراضي الناطقة بالألمانية. ارتفعت شعبية الأوبرا بوفا، وهو شكل من أشكال الأوبرا الهزلية. ظهرت السيمفونية كشكل موسيقي، وتطورت الكونشيرتو كوسيلة لاستعراض مهارات العزف الفردي. لم تعد الأوركسترات بحاجة إلى الهاربسيكورد، وغالبًا ما كان يقودها عازف الكمان الرئيسي (الذي يُطلق عليه الآن اسم رئيس الحفلة الموسيقية).
استمر موسيقيو العصر الكلاسيكي باستخدام العديد من الآلات الموسيقية من عصر الباروك، مثل التشيلو والكونتراباس والريكوردر والترومبون والتيمباني والفورتيبانو والأرغن. قلّ استخدام بعض آلات الباروك الموسيقية (مثلًا الثوربو والراكيت)، بينما عُدلت بعض الآلات لتأخذ الشكل المستخدم حتى اليوم، مثل كمان الباروك (الذي أصبح الكمان) وأوبو الباروك (الذي أصبح الأوبو) وترامبيت الباروك الذي تحول إلى الترامبيت ذي الصمامات العادية. خلال العصر الكلاسيكي، أصبحت الآلات الوترية المستخدمة في الأوركسترا وموسيقى الحجرة، مثل الرباعيات الوترية، الأدوات الموسيقية الأربعة القياسية التي تشكل قسم الأوركسترا الوتري: الكمان والفيولا والتشيلو والكونتراباس. استُبعدت تدريجيًا بعض الآلات الوترية التي تعود إلى عصر الباروك، مثل كمان الساق. شملت آلات النفخ الخشبية الباسيت كلارينيت وبوق الباسيت والكلارينيت دمور والكلارينيت الكلاسيكي والشالومو والفلوت والأوبو والباسون. تضمنت آلات المفاتيح الكلافيكورد والفورتيبيانو. استمر استعمال الهاربسيكورد عند العزف برفقة الباسو المستمر في خمسينات وستينات القرن الثامن عشر، لكن استعماله توقف في نهاية القرن. تشمل الآلات النحاسية البوكسين والأوفيكليد (بديل للسيربينت، الذي سبق التوبا) والبوق الطبيعي.
برزت آلات النفخ في العصر الكلاسيكي. في حين أصبحت الآلات ذات الريشة المزدوجة مثل الأوبو والباسون قياسية إلى حد ما في عصر الباروك، لم تُستخدم عائلة الكلارينيت ذات الريشة الواحدة على نطاق واسع حتى وسّع موزارت دورها في الأوركسترا وموسيقى الحجرة والكونشيرتو.
من المؤلفين البارزين في العصر الكلاسيكي: فولفغانغ أماديوس موزارت ولودفيغ فان بيتهوفن وجوزيف هايدن وكريستوف ويليبالد غلوك ويوهان كريستوف باخ ولويجي بوكيريني وكارل فيليب إيمانويل باخ وموزيو كليمنتي وأنطونيو ساليري ويوهان نيبوموك هوميل.

### العصر الرومانسي
تميزت موسيقى العصر الرومانسي، الذي استمر بين العقد الأول من القرن التاسع عشر إلى أوائل القرن العشرين تقريبًا، بزيادة الاهتمام بالخطوط اللحنية الممتدة، بالإضافة إلى العناصر التعبيرية والعاطفية، بشكل موازي للحركة الرومانسية في أشكال الفن الأخرى. بدأت الأشكال الموسيقية في الانفصال عن أشكال العصر الكلاسيكي، إذ تم تجاهل أو تقليل أهمية الأفكار المقبولة عن أسلوب العرض والتطوير والموضوع في التأليف الموسيقي للأشكال الموسيقية الحرة على غرار النوكتورن (الموسيقة الليلية) والفنتازيا والمقدمات. أصبحت الموسيقى أكثر لونية وتنافرًا ونغمية. وصلت الأغنية الفنية (أو اللايد) إلى مرحلة النضج في العصر الرومنسي، كما حدث مع الأوبرا الكبرى، التي أصبحت مشهورةً جدًا بفضل أوبراوات دير رينغ ديس نيبلنغين الخاصة بريتشارد فاغنر.
في القرن التاسع عشر، تحررت المؤسسات الموسيقية من قيود الرعاة الأثرياء، إذ أصبح المؤلفون الموسيقيون قادرين على بناء حياة مستقلة عن النبلاء. أدى الاهتمام المتزايد بالموسيقى من قبل الطبقات الوسطى المتنامية في جميع أنحاء أوروبا الغربية إلى تأسيس مؤسسات لتدريس الموسيقى وعزفها والحفاظ عليها. أصبح البيانو، الذي وصل إلى شكله الحديث (جزئيًا بسبب التقدم الصناعي في علم الفلزات)، شائعًا كثيرًا في منازل الطبقة الوسطى، الذين حفز طلبهم ظهور العديد من صانعي البيانو. يرجع تاريخ تأسيس العديد من فرق الأوركسترا السيمفونية إلى هذا العصر. أصبح بعض الموسيقيين والمؤلفين نجومًا في تلك الفترة، على غرار فرانز ليزت ونيكولو باغانيني اللذان اشتهرا بالتأليف والأداء.
بدأت الأفكار والمؤسسات الثقافية الأوروبية بالتوسع إلى أجزاء أخرى من العالم. شهد العصر الرومانسي، خاصةً مع نهايته، صعود الموسيقى القومية (التي جسدت، في بعض الحالات، المشاعر السياسية في ذلك الوقت)، إذ اشتهر مؤلفون مثل إدوارد جريج ونيكولاي ريمسكي كورساكوف وأنتونين دفوراك باستعمال الموسيقى التقليدية الخاصة بأوطانهم في تأليف الموسيقى الخاصة بهم.
نمت عائلات الآلات الموسيقية المستخدمة، خاصة في الأوركسترا التي بلغت ذروتها في أوائل القرن العشرين، كما زاد حجم فرق الأوركسترا التي استخدمها المؤلفون الرومانسيون المتأخرون والحديثون. بدأت تظهر مجموعة واسعة من الآلات الإيقاعية. برزت آلات النفخ النحاسية في أدوار أكبر، إذ أتاحت الصمامات الدوارة إمكانية عزف نطاق أوسع من النغمات. نما حجم فرق الأوركسترا (شملت عادةً نحو 40 موسيقيًا في العصر الكلاسيكي) إلى أكثر من 100 موسيقي. مثلًا، شملت السيمفونية الثامنة لغوستاف مالر أكثر من 150 موسيقي وجوقة مكونة من أكثر من 400 مغنيًا. أُضيفت آلات نفخ خشبية جديدة، مثل الكونتراباسون والبيس كلارينيت والبيكولو، وأضيفت آلات إيقاعية جديدة، بما في ذلك الزيلوفون والطبل الجانبي والسيلستا (آلة بمفاتيح تشبه الجرس) والجرس والمثلث وآلات الهارب الأوركسترالية الكبيرة وحتى آلات تصدر صوتًا مشابهًا لصوت الرياح. ظهر الساكسفون في بعض المقطوعات الموسيقية من أواخر القرن التاسع عشر فصاعدًا، وعادةً ما كان يُعزف كأداة فردية بدلًا من أن يكون جزءًا من أوركسترا.
ظهرت آلة توبا فاغنر في أوبراوات دير رينغ ديس نيبلنغين الخاصة بريتشارد فاغنر. كما لها دور بارز في السيمفونية السابعة لأنطون بروكنر، واستُخدمت في العديد من الأعمال الرومانسية المتأخرة والحديثة لريتشارد شتراوس وبيلا بارتوك وآخرين. ظهرت آلة الكورنيت بشكل متكرر في مقطوعات القرن التاسع عشر، إلى جانب الترامبيت الذي اعتُبر أقل مرونةً من ناحية الاستخدام، على الأقل حتى نهاية القرن.
من المؤلفين البارزين في العصر الرومانسي: بيوتر إيليتش تشايكوفسكي وفريديريك شوبان وهيكتور بيرليوز وفرانز شوبرت وروبرت شومان وفيليكس مندلسون وفرانز ليزت وجوزيب فيردي وريتشارد فاغنر ويوهانس برامز وإدوارد جريج ويوهان شتراوس الثاني. بشكل عام، يُعتبر غوستاف مالر وريتشارد شتراوس عمومًا مؤلفان انتقاليان تجمع موسيقاهما بين العناصر الرومانسية المتأخرة والعناصر الحديثة المبكرة.